# کاراگای (شهرستان آرخانگلسکی، باشقیرستان)
کاراگای (به لاتین: Karagay) یک منطقهٔ مسکونی در روسیه است که در باشقیرستان واقع شده‌است.